# Heterochroma singularis
Heterochroma singularis là một loài bướm đêm trong họ Noctuidae.